# Berkovits René
Berkovits René (Nagyvárad, 1882. április 9. – Drezda, 1928. szeptember 10.) orvos, bel- és ideggyógyász.

## Élete
Berkovits Ferenc (1848–1912) nagyváradi ügyvéd és Kurländer Cecília (1856–1937) fia. Tanulmányait a Budapesti Tudományegyetemen végezte, ahol 1904-ben szerezte meg orvosi oklevelét. 1904-től Nagyváradon praktizált körorvosként és magánorvosként, majd bel- és ideggyógyászként dolgozott. Jelentős szerepet játszott a helyi haladó mozgalmakban, Ady Endre és a Holnap baráti köréhez tartozott. Tagja volt a Társadalomtudományi Társaságnak és megteremtője a Darwin Körnek. 1911-ben kinevezték Nagyvárad tisztiorvosának. Az első világháború alatt a helyi katonai járványkórház parancsnoka volt. 1918-ban szülővárosának tiszteletbeli tiszti főorvosává választották. A területi elcsatolás után is Nagyváradon élt, magánorvosi gyakorlatot folytatott. Később Budapestre, majd Berlinbe költözött. 1928 nyarán egy lengyel arisztokrata meghívta a Varsó melletti birtokára, ahol öngyilkos lett.

## Házassága és leszármazottjai
1908. június 28-án Budapesten feleségül vette a jómódú izraelita származású Teleki Teréz Máriát (Pécs, 1886. április 14. – Nagyvárad, 1918. június 1.), akinek szülei Teleki Zsigmond (1854–1910) kiemelkedő szőlőtermesztő, borász, a magyarországi alanynemesítés, a szőlőtermesztés és a bortermelés megújítója és Spitzer Matild (1861–1931) voltak. Berkovits René és Teleki Terézia lánya Berkovits Vera. 1918-ban kikeresztelkedtek a református vallásra. 
Sógorai Teleki Sándor (1890–1942) szőlész, tartalékos százados, magyar királyi kormány-főtanácsos, szőlőbirtokos és Teleki Andor (1883–1953), magyar királyi kormány-főtanácsos, villányi szőlőbirtokos, tartalékos tüzérfőhadnagy.

## Főbb művei
- A drezdai egészségügyi kiállítás tanulságai (Nagyvárad, 1911)
- Amerikai impressziók (Nagyvárad, 1913)
- Újabb tanulmányok a szociálbiológia köréből (Huszadik Század 14, 12 (1913): 610–21. o.)
- Lelki epidemiák (A Huszadik Század Könyvtára, 54. kötet, 1913)